# Tokat (provincie)
Tokatská provincie je tureckou provincií, nachází se v severní části Malé Asie. Rozloha provincie činí 9 912 km2, v roce 2000 zde žilo 828 027 obyvatel. Hlavním městem provincie je Tokat.

## Administrativní členění
Tokatská provincie se administrativně člení na 12 distriktů:
- Tokat
- Almus
- Artova
- Başçiftlik
- Erbaa
- Niksar
- Pazar
- Reşadiye
- Sulusaray
- Turhal
- Yeşilyurt
- Zile
- Yildiztepe